# Böljeslagsmärken

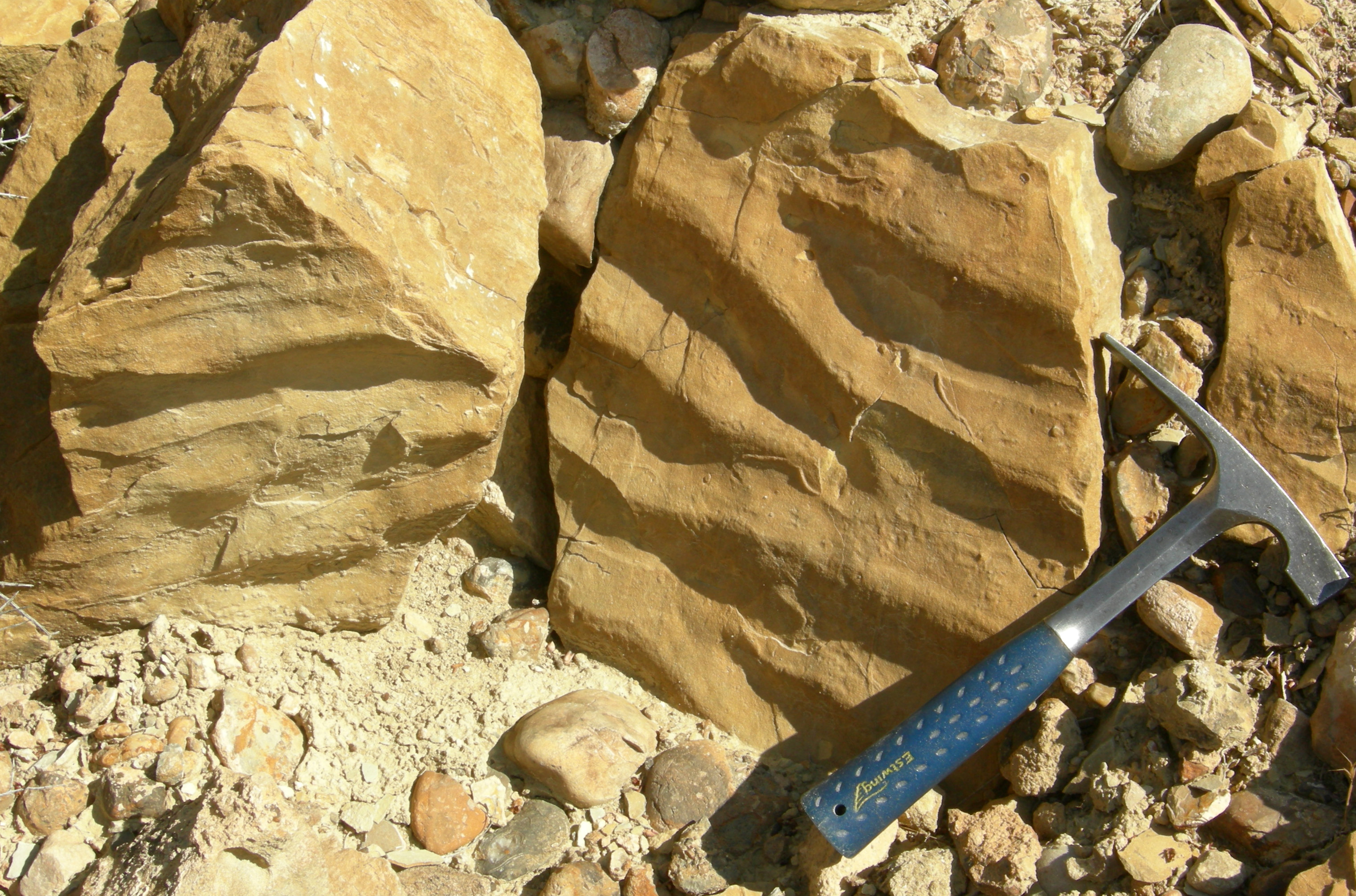

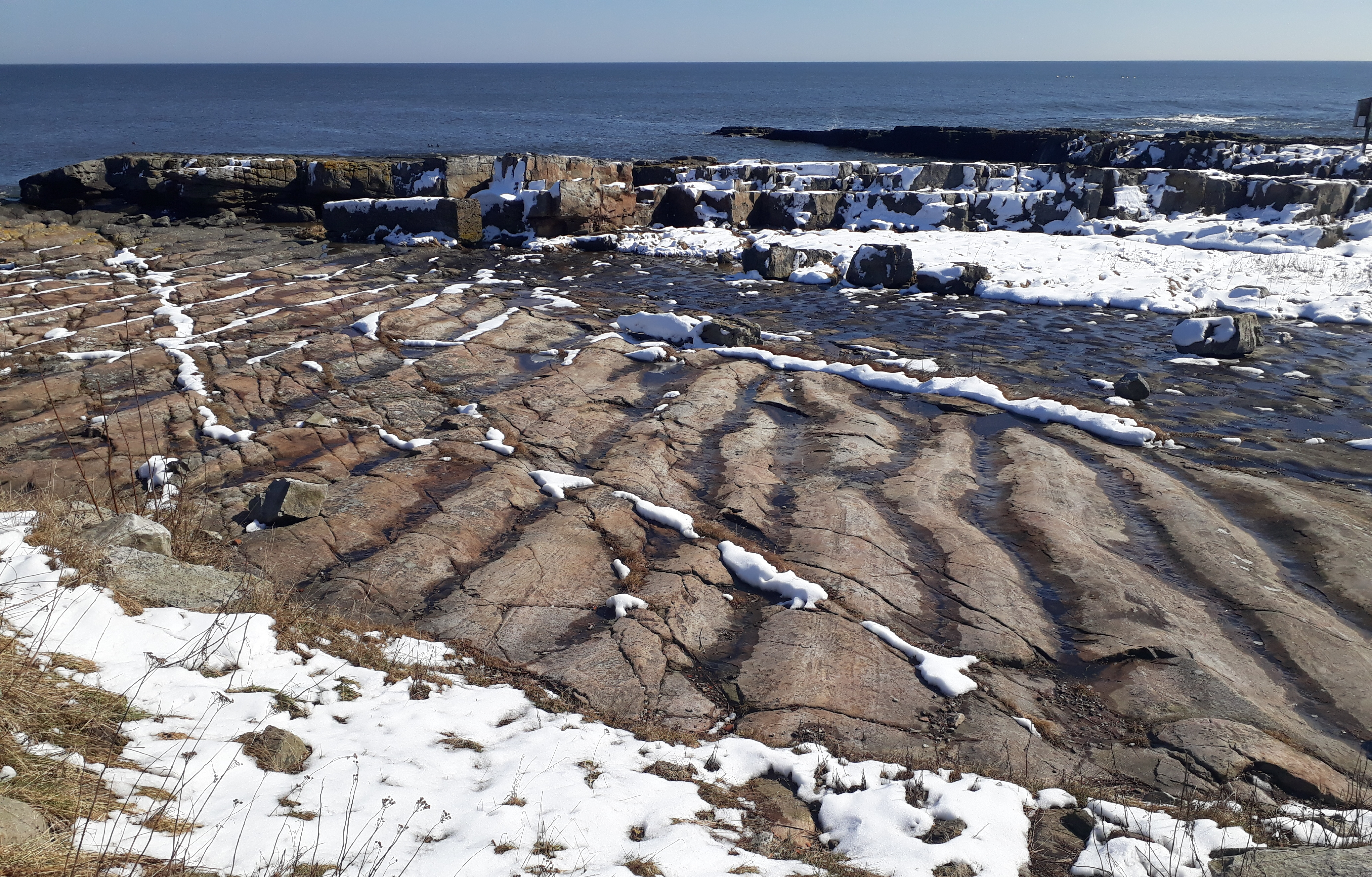
Böljeslagsmärken vid Vejakåsen, Brantevik, Skåne

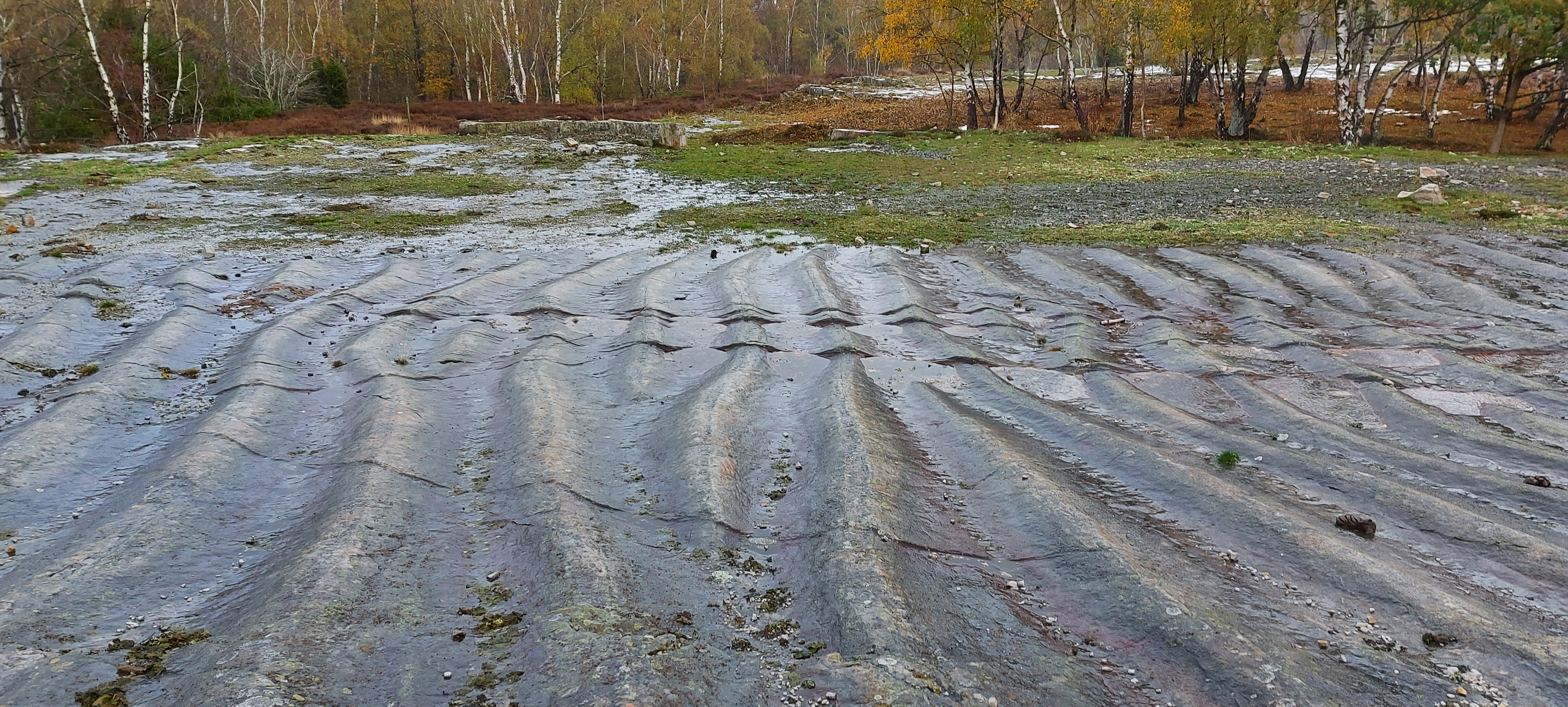
Böljeslagsmärken i Bäckhalladalen

Böljeslagsmärken är vågstrukturer i sand eller sedimentära bergarter. De är spår efter våg- eller strömpåverkan och har olika storlek och form beroende på bildningsmiljö. Böljeslagsmärken som bildats av vågor är symmetriska i genomskärning, medan strömmande vatten ger asymmetriska böljeslagsmärken.
I sedimentära bergarter ser de ut som vågor med våglängd på alltifrån några millimeter till flera meter, eller känns som ryggar under fötterna på botten vid de sjö- eller havsstränder som de ofta bildas vid idag. Böljeslagsmärken kan också bildas i terresta miljöer på land, men det är sällan de bevaras där.
Böljeslagsmärken i sedimentära bergarter har som ursprung de vågformer i sand som bildas av vågor eller strömmande vatten. Dessa kallas ripplar (singularis: rippel).